# Bucellus
Bucellus (łac. Diœcesis Bucellensis) – stolica historycznej diecezji w Cesarstwie Bizantyńskim (prowincja Emimonto), współcześnie w Bułgarii. Pierwsze wzmianki o tej diecezji pochodzą z IX wieku. W 1933 ustanowiona katolickim biskupstwem tytularnym, od 1933 nie posiada biskupa.

## Biskupi tytularni
| Lp. | Biskup                | Od               | Do                |
| --- | --------------------- | ---------------- | ----------------- |
| 1   | Leo Arkfeld SVD       | 8 lipca 1948     | 15 listopada 1966 |
| 2   | Mychajło Sabryha CSsR | 16 stycznia 1991 | 20 kwietnia 1993  |